# Vlag van Denderleeuw
De vlag van Denderleeuw werd door de gemeenteraad op 10 september 1985 officieel vastgesteld als de gemeentelijke vlag van de Oost-Vlaamse gemeente Denderleeuw. Op 2 december 1985 werd hij door het Bestuur van Vlaanderen bevestigd en uiteindelijk gepubliceerd op 8 juli 1986 in het officiële Belgisch Staatsblad.
Officieel wordt de vlag beschreven als:
Wit met drie blauwe golvende smalle dwarsbalken.
De drie golven vertegenwoordigen de rivier de Dender en de drie voormalige gemeenten die fuseerde in 1977. Ook het voormalige gemeentewapen van Dendermonde vertoonde een blauwe golf.

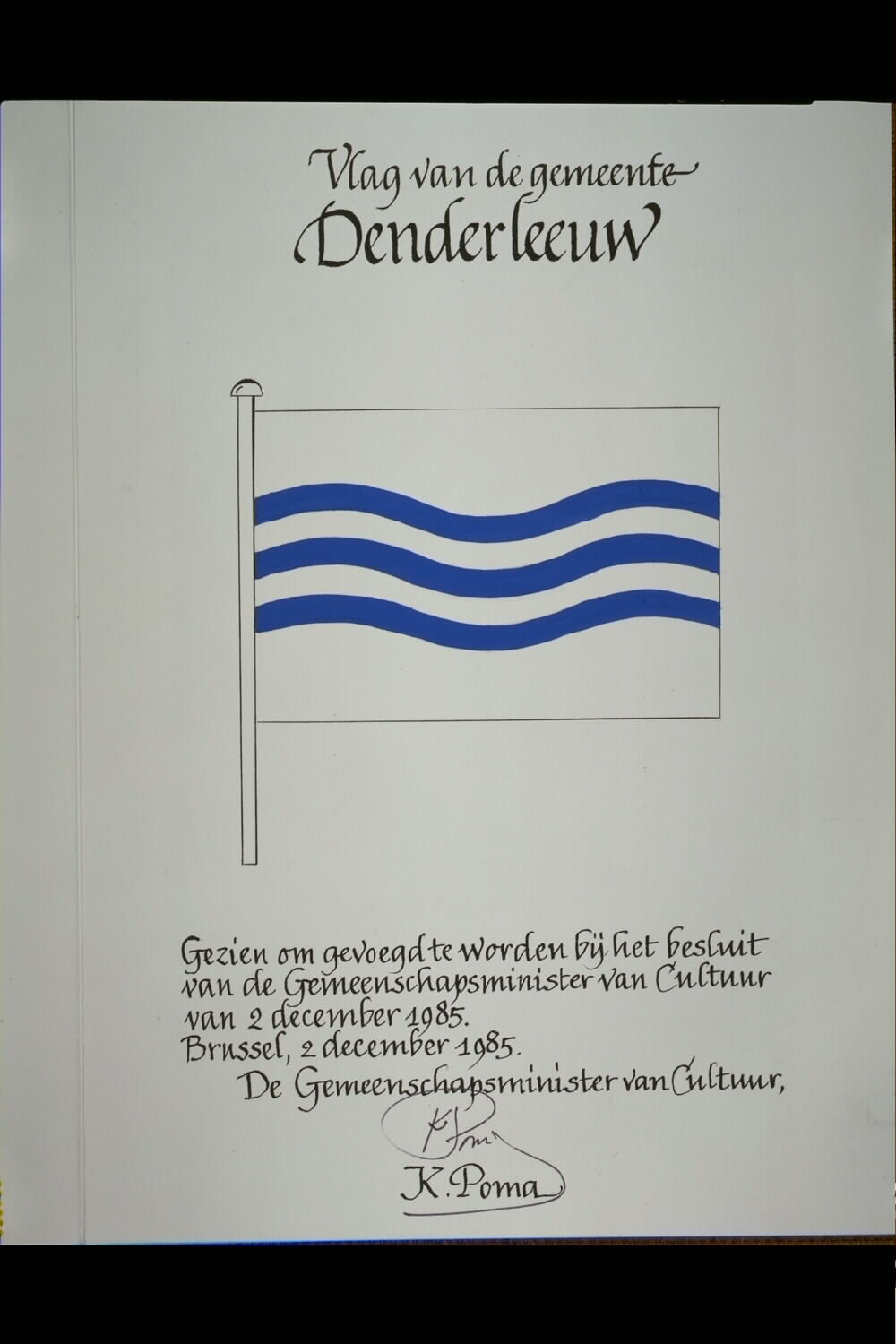
Ontwerp vlag getekend door Karel Poma